# 275225 Kotarbinski
275225 Kotarbinski este o planetă minoră (asteroid) din centura de asteroizi. A fost descoperită pe 20 noiembrie 2009 la Andrușivska astronomicina observatoria⁠(d) de Andrușivska astronomicina observatoria⁠(d). 
Obiectul prezintă o orbită caracterizată de o semiaxă mare de 2,3482314615628 UAi, o excentricitate de 0,086710921354611, o înclinație de 6,7215167917799 ° în raport cu ecliptica.